# Macrocentrus melanogaster
Macrocentrus melanogaster är en stekelart som beskrevs av He och Chen 2000. Macrocentrus melanogaster ingår i släktet Macrocentrus och familjen bracksteklar. Inga underarter finns listade i Catalogue of Life.